# Neomonachus
Neomonachus (česky tuleň, toto jméno je však používáno pro více různých rodů) je rod ploutvonožce z čeledi tuleňovití (Phocidae), jenž zahrnuje pouze dva recentní druhy: tuleně karibského (N. tropicalis) a tuleně havajského (N. schauinslandi). Tuleň karibský je dnes pokládán za vyhynulého, s posledním datem pozorování k roku 1952. Tuleň havajský patří mezi druhy ohrožené (k roku 2023).
Tuleň havajský a karibský byli tradičně řazeni společně s tuleněm středomořským (Monachus monachus) do rodu Monachus. Ačkoli tyto tři druhy tvoří monofylum, vzhledem k výrazné molekulární, morfologické i časové divergenci byl roku 2014 vytyčen právě rod Neomonachus, zatímco tuleň středomořský zůstal jediným žijícím druhem rodu Monachus. Divergenci linií vedoucích k dnešním dvěma druhům z rodu Neomonachus zřejmě pohánělo vytvoření Panamské šíje před 4 až 2 miliony lety, s následnou izolací obou populací v Atlantském, resp. Tichém oceánu a vikariantní speciací.